# 拉脫維亞政治
拉脫維亞是一個議會制民主共和國。拉脫維亞總理是拉脫維亞的政府首腦，擁有實權。拉脫維亞總統是拉脫維亞的國家元首，主要擁有象徵性權力。拉脫維亞是一個多黨制國家，立法權由拉脫維亞國會享有，行政權由拉脫維亞總理領導的拉脫維亞政府享有。司法機關獨立於行政機關和立法機關。拉脫維亞在1991年取得獨立。由於蘇聯佔領時期有大量俄羅斯人移民拉脫維亞，因此國籍問題是拉脫維亞政治的重要課題。